# Liste der Kulturdenkmale in Gelenau/Erzgeb.

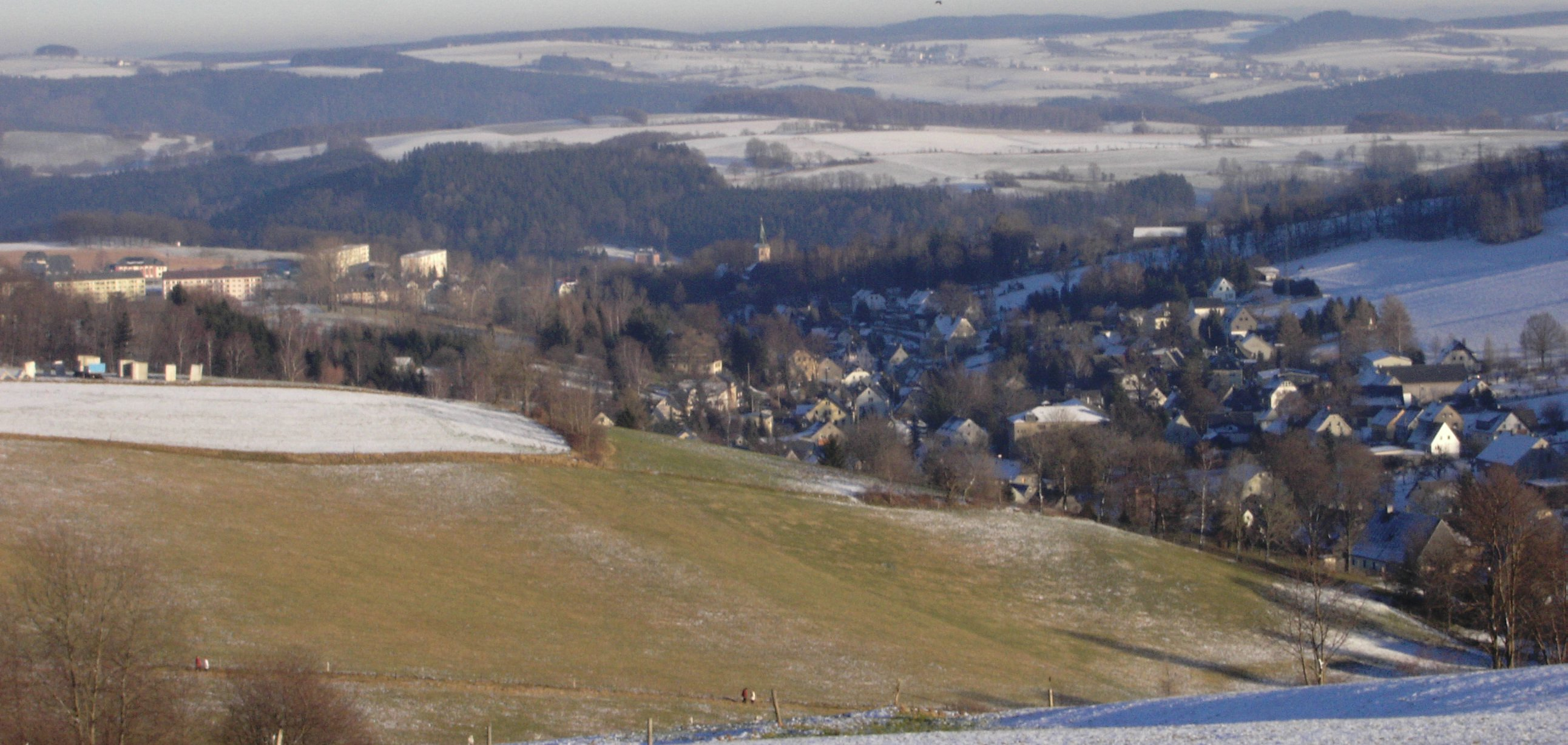
Blick auf Gelenau

Die Liste der Kulturdenkmale in Gelenau/Erzgeb. enthält die Kulturdenkmale in Gelenau/Erzgeb.
Diese Liste ist eine Teilliste der Liste der Kulturdenkmale in Sachsen.

## Legende
- Bild: Bild des Kulturdenkmals, ggf. zusätzlich mit einem Link zu weiteren Fotos des Kulturdenkmals im Medienarchiv Wikimedia Commons. Wenn man auf das Kamerasymbol klickt, können Fotos zu Kulturdenkmalen aus dieser Liste hochgeladen werden:
- Bezeichnung: Denkmalgeschützte Objekte und ggf. Bauwerksname des Kulturdenkmals
- Lage: Straßenname und Hausnummer oder Flurstücknummer des Kulturdenkmals. Die Grundsortierung der Liste erfolgt nach dieser Adresse. Der Link (Karte) führt zu verschiedenen Kartendiensten mit der Position des Kulturdenkmals. Fehlt dieser Link, wurden die Koordinaten noch nicht eingetragen. Sind diese bekannt, können sie über ein Tool mit einer Kartenansicht einfach nachgetragen werden. In dieser Kartenansicht sind Kulturdenkmale ohne Koordinaten mit einem roten bzw. orangen Marker dargestellt und können durch Verschieben auf die richtige Position in der Karte mit Koordinaten versehen werden. Kulturdenkmale ohne Bild sind an einem blauen bzw. roten Marker erkennbar.
- Datierung: Baubeginn, Fertigstellung, Datum der Erstnennung oder grobe zeitliche Einordnung entsprechend des Eintrags in der sächsischen Denkmaldatenbank
- Beschreibung: Kurzcharakteristik des Kulturdenkmals entsprechend des Eintrags in der sächsischen Denkmaldatenbank, ggf. ergänzt durch die dort nur selten veröffentlichten Erfassungstexte oder zusätzliche Informationen
- ID: Vom Landesamt für Denkmalpflege Sachsen vergebene, das Kulturdenkmal eindeutig identifizierende Objekt-Nummer. Der Link führt zum PDF-Denkmaldokument des Landesamtes für Denkmalpflege Sachsen. Bei ehemaligen Kulturdenkmalen können die Objektnummern unbekannt sein und deshalb fehlen bzw. die Links von aus der Datenbank entfernten Objektnummern ins Leere führen. Ein ggf. vorhandenes Icon  führt zu den Angaben des Kulturdenkmals bei Wikidata.

## Gelenau/Erzgeb.
| Bild                                    | Bezeichnung | Lage                                      | Datierung                                                                      | Beschreibung | ID       |
| --------------------------------------- | --- | ----------------------------------------- | ------------------------------------------------------------------------------ | --- | -------- |
| Weitere Bilder                          | Zwei aneinandergebaute Wirtschaftsgebäude eines ehemaligen Rittergutes                                                                                               | Rathausplatz 3 (Karte)                    | im Kern wohl 18. Jahrhundert                                                   | Einzeldenkmale der Sachgesamtheit Rittergut Gelenau (Ernst-Grohmann-Straße 3–7 und Rathausplatz 3, siehe auch Sachgesamtheit 09305313), baugeschichtliche und ortsgeschichtliche Bedeutung. | 09229236 |
|                                         | Triangulationssäule | (Karte)                                   | bezeichnet 1878 (Triangulationssäule)                                          | Station 2. Ordnung, bedeutendes Zeugnis der Geodäsie des 19. Jahrhunderts, vermessungsgeschichtlich von Bedeutung. Denkmaltext: Die im Volksmund und in den topographischen Karten als Weißer Stein bezeichnete Felsformation trägt die Station 128-Steinkamm, deren Standort mit der Steinkamm-Felsen westlich der Chemnitz–Thumer Straße bei Gelenau bei Nagel beschrieben ist. Der Grundstückseigentümer, Gutsbesitzer C. Vieweg in Auerbach, erteilte eine mündliche Bauerlaubnis. Als Standort gibt Nagel die Gemarkung Auerbach an, das Waldgrundstück mit der Station gehört jedoch heute zur Gemarkung Gelenau. Die Station ist leicht zu übersehen, da der nur etwa 2 m hohe Felsen, auf dem die Säule steht, kaum das umgebende Unterholz überragt. Die Station steht nicht an der höchsten Stelle der Bergkuppe. Im Zeitraum 1862 bis 1890 erfolgte im Königreich Sachsen eine Landesvermessung, bei der zwei Dreiecksnetze gebildet wurden. Zum einen handelt es sich um das Netz für die Gradmessung im Königreich Sachsen (Netz I. Classe/Ordnung) mit 36 Punkten und die Königlich Sächsische Triangulierung (Netz II. Classe/Ordnung) mit 122 Punkten. Geleitet wurde diese Landesvermessung durch Christian August Nagel, wonach die Triangulationssäulen auch als „Nagelsche Säulen“ bezeichnet werden. Dieses Vermessungssystem war eines der modernsten Lagenetze in Deutschland. Die hierfür gesetzten Vermessungssäulen blieben fast vollständig an ihren ursprünglichen Standorten erhalten. Sie sind ein eindrucksvolles Zeugnis der Geschichte der Landesvermessung in Deutschland sowie in Sachsen. Das System der Vermessungssäulen beider Ordnungen ist in seiner Gesamtheit ein Kulturdenkmal von überregionaler Bedeutung. (LfD/2014) | 09305065 |
| Direkt Bild zu diesem Denkmal hochladen | Wohnhaus | Ahngasse 2 (Karte)                        | 1907                                                                           | Putzbau mit Fachwerkelemten, Gebäude mit Einflüssen des Schweizerstils, Arbeiterwohnhaus, baugeschichtliche Bedeutung. Zweigeschossiger massiver Putzbau, mit Kunststein-Fenstergewänden in beiden Geschossen (gotisierende Formen), Drempelzone mit Zierfachwerk, Fachwerkgiebelzone in Mittelachse, flaches Krüppelwalmdach. | 08986056 |
| Direkt Bild zu diesem Denkmal hochladen | Wohnhaus | Ahngasse 4 (Karte)                        | 1907                                                                           | Putzbau mit Fachwerkelemten, mit einigem Ornament, Gebäude mit Einflüssen des Schweizerstils, Arbeiterwohnhaus, baugeschichtliche Bedeutung. Zweigeschossiger massiver Putzbau mit Gurtgesims, Segmentbogenöffnungen im Erdgeschoss, flacher Mittelrisalit, im Obergeschoss und in der Übergiebelung Zierfachwerk, desgleichen in Drempelzone, Giebel ebenfalls Fachwerk, flaches Krüppelwalmdach. | 08986055 |
|                                         | Gedenkstätte für die Opfer des Faschismus, mit Ehrenhain (Gartendenkmal)                                                                                             | Am Ernst-Thälmann-Hain (Karte)            | nach 1945 (Gedenkstätte)                                                       | Geschichtlich von Bedeutung. Zwei Stelen und Freitreppe, Stelen beschriftet, obere Waschbeton „Ehrenhain der Kämpfer für Frieden, Demokratie und Sozialismus“. | 08986041 |
| Direkt Bild zu diesem Denkmal hochladen | Wohnhaus | Am Ernst-Thälmann-Hain 1 (Karte)          | um 1850, Kern eventuell älter                                                  | Obergeschoss Fachwerk verschiefert, baugeschichtliche Bedeutung. Erdgeschoss massiv, verändert, desgleichen Rückseite des Hauses, die Schauseiten aber mit intaktem Wand-Öffnungs-Verhältnis (bis auf ein vergrößertes Giebelfenster), schöne Verschieferung, steiles Satteldach. | 08986044 |
| Direkt Bild zu diesem Denkmal hochladen | Wohnhaus | Am Ernst-Thälmann-Hain 2 (Karte)          | um 1800                                                                        | Obergeschoss Fachwerk verkleidet, Konstruktion weitgehend intakt, baugeschichtliche Bedeutung. Erdgeschoss massiv, verändert, aber Obergeschoss-Fenster bis auf eins originale Größe, Fachwerk verkleidet, steiles Satteldach, Haustür verändert. | 08986043 |
| Direkt Bild zu diesem Denkmal hochladen | Wohnhaus | Auerbacher Straße 10 (Karte)              | 1920er Jahre                                                                   | Putzfassade, Dachausbau verbrettert, zeitgenössische Formensprache, im Heimatstil, authentisch erhalten, baugeschichtliche Bedeutung. Erdgeschoss massiv, Fenster mit originaler Sprossung, Dachbereich verbrettert, Ausbauten, Satteldach mit Überstand. | 08986073 |
| Direkt Bild zu diesem Denkmal hochladen | Wohnstallhaus eines Bauernhofes | Clara-Zetkin-Straße 3 (Karte)             | Kern 18. Jahrhundert                                                           | Obergeschoss Fachwerk, Konstruktion weitgehend intakt, baugeschichtlich und ortsentwicklungsgeschichtliche Bedeutung. Erdgeschoss massiv, geglättet, aber Obergeschoss-Fenster originale Größe, Fachwerk verkleidet, steiles Satteldach. | 08986064 |
| Direkt Bild zu diesem Denkmal hochladen | Wohnstallhaus | Emil-Werner-Weg 12 (Karte)                | vor 1800                                                                       | Obergeschoss Fachwerk, weitgehend ursprünglich erhalten, Beispiel regionaltypischer Holzbauweise (mehrere Bauphasen), baugeschichtliche Bedeutung. Erdgeschoss massiv, Stallteil noch erkennbar, Obergeschoss-Fenster originale Größe, Sprossenfenster, Fachwerk zweiriegelig mit Streben, verschiedene Bauphasen, steiles Satteldach mit überdimensionalem Ausbau, Giebel verbrettert. | 08986075 |
| Direkt Bild zu diesem Denkmal hochladen | Wohnhaus | Emil-Werner-Weg 30 (Karte)                | vor 1800                                                                       | Obergeschoss Fachwerk, mit schöner Giebelkonstruktion, regionaltypische Bauweise, baugeschichtliche Relevanz. Erdgeschoss massiv, mit leichten Fensterveränderungen, O-Giebel Sichtfachwerk, ansonsten Obergeschoss verkleidet, steiles Satteldach, Fenster in originaler Größe, ohne Sprossung, mit jüngerem Fachwerk-Anbau Rückseite. | 09229971 |
| Direkt Bild zu diesem Denkmal hochladen | Ehemalige Strumpffabrik | Emil-Werner-Weg 96 (Karte)                | bezeichnet 1923                                                                | Industriebau mit Einflüssen des Neoklassizismus und Expressionismus, architektonisch anspruchsvoll, gut im ursprünglichen Sinn erhalten, baugeschichtliche und ortsgeschichtliche Bedeutung. Drei Geschosse über Sockel, Skelettkonstruktion, originale Sprossung, Mittelrisalit mit Pilastern und Medaillons, flach dreiecksübergiebelt, im Giebel lünettenartige Fenster, Mansarddach, Schieferdeckung, stehende Gaupen, Gurtgesims, Lisenengliederung, bezeichnet „1923“ (am Eingang) | 08986084 |
| Direkt Bild zu diesem Denkmal hochladen | Fabrikantenvilla | Emil-Werner-Weg 98 (Karte)                | 1929                                                                           | Gebäude mit zeitgenössischen expressionistischen Stilelementen, baugeschichtliche und ortsgeschichtliche Bedeutung. Zwei- bis dreigeschossiger massiver Putzbau, Wand-Öffnungs-Verhältnis nicht mehr ganz ursprünglich, Fenstersprossung verloren, bemerkenswert das steile Krüppelwalmdach mit Ausbauten, Giebel mit Fußwalm. | 08986083 |
| Weitere Bilder                          | Kirche (mit Ausstattung) und Grabmal Wieland neben der Kirche und Grabmal Metzner auf dem Friedhof                                                                   | Erich-Weinert-Weg (Karte)                 | 1581                                                                           | Spätgotische Saalkirche mit neogotischem Westturm, im Innern barock überformt, baugeschichtlich, ortsbildprägend und ortsgeschichtlich von Bedeutung, Grabmal als stilisierter Baum auf Postament mit Schrifttafel, künstlerischer Wert. Evangelische Pfarrkirche, Saalkirche mit reicher Innenausstattung, Grabdenkmal Johanna Sophia Wieland (1736–1802). | 09229227 |
| Direkt Bild zu diesem Denkmal hochladen | Wohnstallhaus | Erich-Weinert-Weg 16 (Karte)              | um 1800                                                                        | Obergeschoss Fachwerk, Konstruktion weitgehend intakt, baugeschichtliche und ortsentwicklungsgeschichtliche Bedeutung. Erdgeschoss massiv, Obergeschoss-Konstruktion noch weitgehend intakt, ursprüngliche Fenstergrößen, Fachwerk verkleidet, steiles Satteldach mit Aufschieblingen. | 08986058 |
|                                         | Pfarrhaus | Erich-Weinert-Weg 39 (Karte)              | Kern 18. Jahrhundert                                                           | Obergeschoss Fachwerk verschiefert, Mansarddach, Dachstuhl und Kubatur barock, baugeschichtliche und ortsgeschichtliche Bedeutung. Erdgeschoss massiv, profilierte Türgewände, Obergeschoss Fachwerk verschiefert, noch schöne Fenstersprossung, mächtiges Mansarddach, Schieferdeckung. | 09229228 |
|                                         | Ehemaliges Kantorat | Erich-Weinert-Weg 40 (Karte)              | Kern wohl 18. Jahrhundert                                                      | Giebelseiten noch Fachwerk verschiefert, Teil des Kirchenensembles, von ortsgeschichtlicher und baugeschichtlicher Bedeutung. Zweigeschossiger massiver Bau, die Giebelseiten noch Fachwerk verschiefert, weitgehend intaktes Wand-Öffnungs-Verhältnis, steiles Krüppelwalmdach mit altdeutscher Schieferdeckung. | 09229229 |
| Weitere Bilder                          | Zwei aneinandergebaute Wirtschaftsgebäude eines ehemaligen Rittergutes                                                                                               | Ernst-Grohmann-Straße 3; 3a; 5; 7 (Karte) | im Kern wohl 18. Jahrhundert                                                   | Baugeschichtliche und ortsgeschichtliche Bedeutung. Einzeldenkmale der Sachgesamtheit Rittergut Gelenau (Ernst-Grohmann-Straße 3–7 und Rathausplatz 3, siehe auch Sachgesamtheit 09305313) | 09229236 |
| Direkt Bild zu diesem Denkmal hochladen | Wohnhaus (mit daran angebauter Werkstatt) des Textil-Syndikats | Ernst-Grohmann-Straße 4 (Karte)           | 1927                                                                           | Zeittypischer Putzbau von ortsgeschichtlicher Bedeutung. Wohnhaus- und Werkstatt-Gebäude, zweigeschossiger massiver Putzbau mit intaktem Wand-Öffnungs-Verhältnis, fast durchweg ursprünglich gesprosst, dreiflügelig mit Kreuzstock, zurückhaltende Dachausbauten (Dreiecksgaupen), Gurtgesims, geputzte Ecklisenen, Sockel rustiziert, Walmdach, Treppenhaus ohne Schmuck, originales Geländer. | 09229970 |
| Direkt Bild zu diesem Denkmal hochladen | Ehemaliges Wohnmühlenhaus einer Mühle | Fischweg 1 (Karte)                        | Kern 18. Jahrhundert                                                           | Obergeschoss Fachwerk, baugeschichtliche und ortsgeschichtliche Bedeutung. Erdgeschoss massiv, verändert, aber Obergeschoss-Konstruktion weitgehend intakt, Fachwerk zweiriegelig mit Streben, steiles Satteldach, Anbau über Eck stark verändert (kein Denkmal), die Giebel des Wohnmühlenhauses ebenfalls stark verändert, später Bäckerei. | 08986046 |
|                                         | Postmeilensäule | Fritz-Reuter-Straße (Karte)               | bezeichnet 1723                                                                | Kopie einer Halbmeilensäule, verkehrsgeschichtlich von Bedeutung. Denkmaltext: Kopie einer kursächsischen Halbmeilensäule aus Rochlitzer Porphyrtuff (orig. Sandstein) mit der Reihennummer 42, der Jahreszahl 1723 und dem Posthornzeichen sowie verschiedenen Entfernungsinschriften versehen. Sie stand ursprünglich an der B 95 beim Gasthaus Besenschänke und wurde 1996 durch eine (fehlerhafte) Kopie in unmittelbarer Nähe des originalen Standorts ersetzt. Das Originalstück befindet sich im Besitz der Gemeinde Gelenau. Im Jahre 1722 begann man im Kurfürstentum Sachsen mit der Aufstellung der Kursächsischen Postmeilensäulen. Kurfürst Friedrich August I. wollte hierdurch ein zeitgemäßes Verkehrs- und Transportleitsystem im Kurfürstentum aufbauen, um Handel und Wirtschaft zu fördern. Er beauftragte mit Generalvollmacht Magister Adam Friedrich Zürner (1679 – 1742) mit der Durchführung. Das System der Postmeilensäulen umfasste Distanzsäulen, Viertelmeilensteine, Halb- und Ganzmeilensäulen. Die Distanzsäulen sollten in den Städten vor den Stadttoren, später nur auf den Marktplätzen aufgestellt werden. Entlang der Poststraßen wurden Viertelmeilensteine, Halb- und Ganzmeilensäulen aufgestellt. Sie erhielten eine fortlaufende Nummerierung (Reihennummer), beginnend vom Anfang der Vermessung. Die Ganzmeilensäulen wurden außerhalb der Städte an den Poststraßen im Abstand von 1 Meile (= 9,062 km) aufgestellt. Die Distanzsäulen waren mit dem Monogramm „AR“ für „Augustus Rex“, dem kursächsisch und polnisch-litauischen Doppelwappen sowie der polnischen Königskrone gekennzeichnet. Die Ganzmeilen-, Halbmeilensäulen und Viertelmeilensteine waren alle ähnlich beschriftet, alle trugen kein Wappen, aber das Monogramm „AR“. Die Entfernungsangaben erfolgten in Wegestunden (1 Stunde= ½ Postmeile = 4,531 km). Dieses Meilensystem war das erste europäische Verkehrsleitsystem. Der hier betrachteten Säule kommt als Teil des überregional bedeutenden Postwegesystems eine hohe verkehrsgeschichtliche Bedeutung zu. (LfD/2013). | 08986072 |
| Direkt Bild zu diesem Denkmal hochladen | Gasthaus | Fritz-Reuter-Straße 8 (Karte)             | Kern 1870, später erweitert                                                    | Putzbau, teilweise noch Einflüsse des Schweizerstils, Erweiterung von 1912 erhalten, baugeschichtliche, ortshistorische und verkehrsgeschichtliche Bedeutung. Anderthalb- bis zweigeschossiger massiver Putzbau, Fenstergewände, großer krüppelgewalmter Seitenrisalit, weiterer mit Satteldach, Schieferdeckung, teilweise noch Einflüsse des Schweizerstils. | 08986071 |
| Direkt Bild zu diesem Denkmal hochladen | Wohnstallhaus (Nr. 9) und Scheune (Nr. 9a) eines Zweiseithofes | Fritz-Reuter-Straße 9; 9a (Karte)         | 18. Jahrhundert                                                                | Exponiert liegender Bauernhof, Wohnstallhaus Obergeschoss Fachwerk, Scheune verbrettert, baugeschichtliche und ortsentwicklungsgeschichtliche Relevanz. Erdgeschoss massiv, geglättet, Obergeschoss Sichtfachwerk zweiriegelig mit Streben, Frackdach, Giebel verbrettert, Scheune verbrettert, jüngeren Datums. | 08986090 |
| Direkt Bild zu diesem Denkmal hochladen | Ehemaliges Sanatorium, mit Einfriedung und Park (Gartendenkmal), darin Pavillon                                                                                      | Fritz-Reuter-Straße 11 (Karte)            | bezeichnet 1898                                                                | Historisierender Putzbau mit Turm, schöne Gartenlaube, weitgehend ursprüngliches Aussehen, baugeschichtliche und ortsgeschichtliche Bedeutung. - Zweigeschossiger massiver Putzbau mit Werksteinsockel, heterogener Grundriss und Dachlandschaft, Türmchen mit Wetterfahne, hölzerne Veranda, unter anderem im Erdgeschoss einiges Ornament, noch Reste der Innenausstattung (unter anderem Türen) erhalten, saniert, Gartenlaube Holzkonstruktion auf massivem Sockel. - Villa/ehemaliges Genesungsheim (Villengarten/Landhausgarten, Gartenhaus): Das Objekt wurde 1898 als Villa mit großem Garten errichtet. Im Jahr 1909 erfolgte ein Umbau zum Genesungsheim der Allgemeinen Ortskrankenkasse Chemnitz. Diese Nutzung bestand auch während der DDR-Zeit fort. - Einfriedung: - Historische Einfriedung am südlichen Abschnitt der östlichen Grundstücksgrenze mit Toranlage (verputzte Pfeiler mit plastisch gestalteten Sandstein-Abdeckungen, historische Laternen in moderner Form ersetzt, seitliche Gitter restauriert, mittlere Torgitter fehlend), seitlich anschließende Zaunsfelder in schlichten Formen (analog zum historischen Bestand der mittleren Zaunsfelder ergänzt), verputzte Pfeiler mit Ziegelabdeckungen, - Übrige Einfriedungen des Grundstücks modern (Drahtgeflechtzaun). - Erschließung: - Vorplatz zwischen Villa und Tor (Granit-Kleinpflaster, neu verlegt) mit anschließendem, bogenförmig geführtem Fahrweg durch den Garten zur Westseite der Villa (im östlichen Mündungsbereich Granit-Kleinpflaster, sonst Schotter-/Splitt-Decke) - Aufgang zum Eingangsportal der Villa mit Terrasse (Zwischenpodest) und zwei Treppen erneuert (Sandsteinpfeiler und -Abdeckungen der Treppenwangen sowie -verkleidung der Terrassenmauer neu, ursprüngliche Zieraufsätze der unteren Pfeiler mit Kugeln heute fehlend, wahrscheinlich historische Granit- oder Kunststein-Stufen, modernes Betonpflaster), - Im mittleren Grundstücksteil mehrere Teilflächen für das Abstellen von Pkw hergerichtet (Splittdecke/Schotterrasen), - Außer dem Fahrweg sind keine weiteren Wege zur Erschließung des Gartens vorhanden (bzw. in ihrem Bestand unterhalten), eventuell bogenförmiger Wegeverlauf östlich des Gartenhauses als Geländeausprägung zu erahnen. - Bodenrelief: - Das Grundstück befindet sich in Hanglage (Anstieg hauptsächlich nach Westen), teilweise ist das frühere Bodenrelief für die Einrichtung von Pkw-Stellflächen überformt worden, - Als gegenüber dem Höhenniveau der angrenzenden Partien erhöht sind die nordwestliche und nordöstliche Grundstücksecke besonders auffallend, südwestlich der Villa sind Abfangungen aus Beton bzw. Ziegelmauerwerk vorhanden (angeblich erst nach 1945 im Zusammenhang mit der Einrichtung eines Kohlenlagerplatzes eingebracht), - Vor der Ostseite des Gartenhauses Lage des ehemaligen Teiches (?) schwach im Gelände zu erahnen. - Vegetation: - Drei stattliche Blut-Buchen (Fagus sylvatica f. purpurea) um das Gartenhaus im nördlichen Teil, weiterer Altbaumbestand hauptsächlich Linden (Tilia cordata?) und Stiel-Eiche (Quercus robur), außerdem Hainbuche (Carpinus betulus) und Spitz-Ahorn (Acer platanoides), - Trauer-Esche (Fraxinus excelsior 'Pendula') auf dem Aussichtsplatz in der nordöstlichen Grundstücksecke, - An der östlichen Grundstücksgrenze Abpflanzung aus einer Reihe Linden (Tilia cordata), außerdem Feld-Ahorn (Acer campestre), Spitz-Ahorn (Acer platanoides) und Pfeifenstrauch (Philadelphus spec.), - Vereinzelte Nadelgehölze (zwei Blaufichten/Picea pungens i.S. nahe der Villa, ein weiteres Exemplar sowie einige Rotfichten/Picea abies wohl jüngeren Ursprungs), ein älterer Rhododendron nördlich der Villa, - Im westlichen Bereich einige Neupflanzungen (angeblich als Ersatzpflanzungen gefällter Altbäume), - Westlich des Gartenhauses leicht angehügelter Rest eines Pflanzbeetes (?, heute Bestand von Heidelbeere/Vaccinium myrtillus). - Ausstattung: - Repräsentatives Gartenhaus im nördlichen Bereich (saniert), Obergeschoss als nach drei Seiten verglaste, hölzerne Veranda mit Zugang von der Westseite (vielleicht aus einem ursprünglich anderen baulichen Zusammenhang hierher überführt?), Sockelgeschoss verputzt mit zwei Eingängen an den Schmalseiten (Wirtschafts- bzw. Brunnenraum), an der Ostseite Konche mit Wasserspeier (grottierter Löwenkopf) und halbrundem Wandbecken [außen mit Quarz(?)-Steinen besetzt und auf plastisch gestalteter Konsole, darunter von Naturstein-Mauerwerksbogen gefasste Grotte (gewölbter Grottenraum als Untergeschoss des Gartenhauses, heute verschüttet, innen Reste von blauer Farbfassung)], beidseitig des Wandbrunnens Sandstein-Eckquader, - Aussichtsplatz in der nordöstlichen Grundstücksecke (winkelförmige Mauer an der Außenseite, als oberer Abschluss Sockel vermutlich einer Balustrade erhalten, außerdem Ziegelornamente wie bei den Zaunpfeilern seitlich der Toranlage), von hier Fernsicht zum Schloss Augustusburg, - Pavillon an der südöstlichen Grundstücksecke (zweigeschossig auf quadratischem Grundriss, im Äußeren gegenüber der ursprünglich malerischen Gestaltung sehr vereinfacht), - Kegelbahn westlich der Villa mit pavillonartigem Kopfbau an der Nordseite. - Sichten: - Auf Grund der topographischen Situation nach Osten weiter Blick in die Landschaft, in nordöstlicher Richtung das Schloss Augustusburg als markanter Blickfang (besondere Bezugnahme mit dem nordöstlichen Aussichtsplatz?), - Bei der Platzierung des Gartenhauses neben der Aussicht von dort nach Osten wohl auch die Sichten nach Süden (zur Villa) und nach Norden (in die Landschaft) bewusst einbezogen (Abpflanzung der östlichen Grundstücksgrenze vermutlich erst später ergänzt), - Nach Westen Forstrevier angrenzend. - Deutung/Bewertung: Das Anwesen zählt (seiner ursprünglichen Zweckbestimmung nach) zu den bemerkenswertesten Fabrikantenwohnsitzen der Periode um die Wende vom 19. zum 20. Jahrhundert im Erzgebirgskreis. Es ist von ortsgeschichtlichem und bauhistorischem Wert, aus der Nutzung durch die Allgemeine Ortskrankenkasse Chemnitz als Genesungsheim seit 1909 kann außerdem ein sozialgeschichtlicher Zeugniswert abgeleitet werden. Der überkommene Bestand der Gartenanlage dokumentiert trotz späterer Reduzierungen oder Überformungen noch immer ambitionierte Bestrebungen der Anlagezeit und ist von gartenhistorischer Bedeutung. Als besonders individuelle Schöpfung stellt sich hier das Gartenhaus mit Wandbrunnen und Grotte dar. | 08986089 |
| Direkt Bild zu diesem Denkmal hochladen | Wohnstallhaus eines Bauernhofes | Fritz-Reuter-Straße 19 (Karte)            | um 1800                                                                        | Exponierte Lage, Obergeschoss Fachwerk verkleidet, Holzkonstruktion intakt, baugeschichtliche und ortsentwicklungsgeschichtliche Bedeutung. Erdgeschoss massiv, geglättet, Haustürbereich verändert, Obergeschoss-Fenster originale Größe, steiles Satteldach mit Aufschieblingen, Hecht-Dachausbau. | 08986088 |
| Direkt Bild zu diesem Denkmal hochladen | Wohnstallhaus eines Bauernhofes | Louis-Riedel-Weg 3 (Karte)                | 1847                                                                           | Obergeschoss Fachwerk, exponierte Lage, recht ursprünglich erhalten, baugeschichtliche Bedeutung. Erdgeschoss massiv, geglättet, Eingangssituation verändert, desgleichen durch Garagentor, Obergeschoss Sichtfachwerk zweiriegelig, mit Streben, Krüppelwalmdach, schöner Giebel (Sichtfachwerk), Obergeschoss-Fenster originale Größe. | 08986050 |
| Direkt Bild zu diesem Denkmal hochladen | Wohnhaus | Louis-Riedel-Weg 21 (Karte)               | 1. Hälfte 19. Jahrhundert, womöglich älter                                     | Obergeschoss Fachwerk, Relikt der Holzbauweise, baugeschichtliche Bedeutung. Erdgeschoss massiv, Anbau mit Schaufenster beeinflusst die Konstruktion kaum, Obergeschoss-Fenster originale Größe, Fachwerk verkleidet, Satteldach. | 08986067 |
| Direkt Bild zu diesem Denkmal hochladen | Wohnhaus | Louis-Riedel-Weg 26 (Karte)               | 1. Hälfte 19. Jahrhundert, womöglich älter                                     | Obergeschoss Fachwerk verkleidet, Relikt der Holzbauweise, Konstruktion ursprünglich, baugeschichtliche Bedeutung. Erdgeschoss massiv, Obergeschoss-Fenster originale Größe, Obergeschoss verkleidet, steiles Satteldach. | 08986066 |
| Direkt Bild zu diesem Denkmal hochladen | Wohnstallhaus und Seitengebäude eines Dreiseithofes | Louis-Riedel-Weg 93 (Karte)               | Ende 18. Jahrhundert                                                           | Wohnstallhaus Obergeschoss Fachwerk, Seitengebäude ebenfalls Holzkonstruktion, baugeschichtliche und ortsentwicklungsgeschichtliche Bedeutung. Erdgeschoss massiv, mit Anbau außen (Wasserhaus), Obergeschoss Fachwerk mit weitgehend intakter Konstruktion, steiles Satteldach mit Aufschieblingen, Seitengebäude ebenfalls Holzkonstruktion (um 1900), südliches Seitengebäude/Scheune vor 2014 abgebrochen. | 08986093 |
| Direkt Bild zu diesem Denkmal hochladen | Wohnstallhaus und Seitengebäude eines Zweiseithofes | Louis-Riedel-Weg 105 (Karte)              | Kern nach 1800                                                                 | Wohnstallhaus Obergeschoss Fachwerk mit sorgfältiger Verschieferung, Seitengebäude verbrettert, von baugeschichtlicher und ortsentwicklungsgeschichtlicher Bedeutung. Erdgeschoss massiv, Stall wohl um 1900 verändert, aus der Zeit auch das verbretterte Seitengebäude, Fenster der Obergeschoss-Giebelseite vergrößert, ursprünglich Hofseite, steiles Satteldach. | 08986094 |
| Direkt Bild zu diesem Denkmal hochladen | Zwei aneinandergebaute Wirtschaftsgebäude eines ehemaligen Rittergutes, heute Rathaus und Museum                                                                     | Rathausplatz 1; 1a; 2 (Karte)             | Ostflügel Kern wohl 16. Jahrhundert                                            | Einzeldenkmale der Sachgesamtheit Rittergut Gelenau (siehe auch Sachgesamtheit 09305313), die Gebäude stark umgestaltet in den 1930er Jahren, baugeschichtliche und ortsgeschichtliche Bedeutung. Zweigeschossige massive Putzbauten, Ostflügel: gedrungener Kubus mit langem, steilen Satteldach, ursprünglich Holzkonstruktion, seit 1935 Rathaus, Portal Porphyr bezeichnet 1935, Schieferdeckung und zum Teil Giebelverschieferung, Außenansicht stark im Stil der 1930er Jahre, selbst schon historisch. Im Nordflügel zwei große Tonnengewölbe. | 09229235 |
| Direkt Bild zu diesem Denkmal hochladen | Sachgesamtheit Rittergut Gelenau | Rathausplatz 1; 1a; 2; 3 (Karte)          | Ostflügel Kern wohl 16. Jahrhundert                                            | Mit folgenden Einzeldenkmalen: - Zwei aneinandergebaute Wirtschaftsgebäude (siehe Einzeldenkmale 09229236, Ernst-Grohmann-Straße 3-7 und Rathausplatz 3), - Zwei aneinandergebaute Wirtschaftsgebäude (siehe Einzeldenkmale 09229235, Rathausplatz 1–2), - Gutspark mit Teich (Gartendenkmal), darin Insel (dort einst Herrenhaus, abgerissen 1830), - Brücke zur Insel sowie um den Teich Einfriedung als Sachgesamtheitsteile, Die Gebäude stark umgestaltet in den 1930er Jahren, baugeschichtliche und ortsgeschichtliche Bedeutung. Zweigeschossige massive Putzbauten, Ostflügel: gedrungener Kubus mit langem, steilen Satteldach, ursprünglich Holzkonstruktion, seit 1935 Rathaus, Portal Porphyr bezeichnet 1935, Schieferdeckung und zum Teil Giebelverschieferung, Außenansicht stark im Stil der 1930er Jahre, selbst schon historisch. Im Nordflügel zwei große Tonnengewölbe. | 09305313 |
| Direkt Bild zu diesem Denkmal hochladen | Fabrikgebäude und Kriegerdenkmal für die im Ersten Weltkrieg gefallenen Mitarbeiter der Spinnerei                                                                    | Straße der Befreiung 14 (Karte)           | 1906                                                                           | Ehemalige Baumwollspinnerei mit zwei dominanten Türmen, ortsbildprägend, baugeschichtliche und ortsgeschichtliche Bedeutung. Dreigeschossiger Bau, vorwiegend noch roter Backstein, Stahlskelettkonstruktion, die großen Fenster mit originaler kleinteiliger Sprossung, die zwei Türme wohl mit Aufzugsfunktion, zinnenartiger Schmuck, sehr steile Walmdächer, Gebäude an den Seiten und hinten teilweise verändert. | 08986053 |
| Direkt Bild zu diesem Denkmal hochladen | Denkmal für die bei der Bekämpfung des Hochwassers ums Leben Gekommenen                                                                                              | Straße der Einheit (Karte)                | 1883                                                                           | Ortsgeschichtlich von Bedeutung. Freisäule auf beschriftetem Sockel. | 08986068 |
| Direkt Bild zu diesem Denkmal hochladen | Wohnhaus | Straße der Einheit 54 (Karte)             | um 1850                                                                        | Obergeschoss Fachwerk verschiefert, mit intakter Konstruktion, baugeschichtliche Bedeutung. Erdgeschoss massiv, Fenstergewände, klassizistisches Haustürgewände, Obergeschoss-Fenster originale Größe, neue Verkleidung des Hauses, steiles Krüppelwalmdach mit Ausbau. | 08986049 |
| Weitere Bilder                          | Schule | Straße der Einheit 79 (Karte)             | 1900–1901                                                                      | Historisierender Putzbau mit erhaltener Fenstergliederung, Freitreppe, Schule im unteren Ortsteil, industrieller Aufschwung machte zweites Schulgebäude im Ort notwendig, baugeschichtliche und ortsgeschichtliche Bedeutung. Dreigeschossiger massiver Putzbau, Erdgeschoss durch Gurtgesims optisch abgetrennt, flacher Mittelrisalit, dort bekrönter Eingang mit originalem Türblatt, markante Traufgestaltung, flaches Walmdach, originale Kreuzstockfenster, in den Seitenrisaliten sind die Öffnungen zugesetzt. | 08986042 |
| Direkt Bild zu diesem Denkmal hochladen | Wohnhaus | Straße der Einheit 81 (Karte)             | Kern wohl vor 1800                                                             | Obergeschoss Fachwerk, Konstruktion weitgehend intakt, baugeschichtliche Bedeutung. Erdgeschoss massiv, verändert, aber Obergeschoss-Fenster originale Größe, Fachwerk verkleidet, steiles Satteldach. | 08986045 |
| Direkt Bild zu diesem Denkmal hochladen | Wohnhaus | Straße der Einheit 103 (Karte)            | nach 1800                                                                      | Obergeschoss Fachwerk verschiefert, Relikt ländlicher Bauweise in veränderter Umgebung, baugeschichtliche und ortsentwicklungsgeschichtliche Bedeutung. Erdgeschoss massiv, verändert, Obergeschoss-Fenster Originalgröße, Fachwerk verkleidet, Satteldach. | 08986060 |
| Direkt Bild zu diesem Denkmal hochladen | Wohnhaus | Straße der Einheit 108 (Karte)            | 1. Hälfte 19. Jahrhundert                                                      | Obergeschoss Fachwerk verschiefert, Relikt der Holzbauweise, baugeschichtliche Bedeutung. Erdgeschoss massiv, Obergeschoss-Fenster originale Größe, Krüppelwalmdach mit drei neueren stehenden Gaupen, Dach und Obergeschoss Schiefer. | 08986061 |
| Direkt Bild zu diesem Denkmal hochladen | Wohnhaus mit Apotheke | Straße der Einheit 110 (Karte)            | 2. Hälfte 19. Jahrhundert                                                      | Gebäude mit Anklängen an den Schweizerstil, baugeschichtliche und ortsgeschichtliche Bedeutung. Zweigeschossiger massiver Putzbau, Erdgeschoss Segmentbogenöffnungen, beide Geschosse neue Sprossenfenster, Eingangssituation ornamentiert (Dreiecksgiebel), Fenstergewände mit einfacher Bekrönung, flaches Satteldach mit Überstand, flacher Mittelrisalit übergiebelt. | 08986062 |
| Direkt Bild zu diesem Denkmal hochladen | Häuslerhaus | Straße der Einheit 119 (Karte)            | 19. Jahrhundert                                                                | Obergeschoss Fachwerk, sozialgeschichtliche und baugeschichtliche Bedeutung. Erdgeschoss massiv, Obergeschoss-Fenster originale Größe, Anbau unter Schleppdach, Satteldach mit Schieferdeckung. | 08986063 |
| Direkt Bild zu diesem Denkmal hochladen | Wohnhaus | Straße der Einheit 144 (Karte)            | um 1800                                                                        | Obergeschoss Fachwerk, Relikt der Holzbauweise, Konstruktion intakt, baugeschichtliche Bedeutung. Erdgeschoss massiv, verändert, Obergeschoss-Fenster originale Größe, Satteldach mit kleinen stehenden Gaupen. | 08986069 |
| Direkt Bild zu diesem Denkmal hochladen | Ehemaliges Wohnstallhaus | Straße der Einheit 155 (Karte)            | Kern 18. Jahrhundert                                                           | Obergeschoss Fachwerk verschiefert, Konstruktion intakt, Relikt der Holzbauweise, baugeschichtliche Bedeutung. Erdgeschoss massiv, Hakengrundriss, Obergeschoss-Fenster originale Größe, verschiefert, steiles Satteldach. | 08986074 |
| Direkt Bild zu diesem Denkmal hochladen | Ehemalige Strumpffabrik, mit Pförtnerhaus | Straße der Einheit 215 (Karte)            | um 1930                                                                        | Gebäude unter Einfluss der Neuen Sachlichkeit der 1920er Jahre, baugeschichtliche und ortsgeschichtliche Bedeutung. Erdgeschoss rustikal, originale Portale, darüber vier Geschosse in Skelettkonstruktion, große Fenster mit kleinteiliger, die Fassade gliedernder Sprossung, Pförtnerhaus zum Teil aus Holz, Walmdach. | 08986079 |
| Direkt Bild zu diesem Denkmal hochladen | Fabrikantenvilla | Straße der Einheit 217 (Karte)            | um 1930                                                                        | Gebäude von guter Baugesinnung, Einflüsse des Art Déco und der Neuen Sachlichkeit der 1920er Jahre, weitgehend ursprünglich erhalten, baugeschichtliche und ortsgeschichtliche Bedeutung. Zweigeschossiger massiver Putzbau, rustikaler Sockel, Eingang und Mittelachse mit zylindrischen Ausbuchtungen, Fenstergestaltungen zeitgenössisch über Eck, kleinteilige Sprossung, zum Teil durch Kunststofffenster ersetzt, zum Teil noch die alten Kastenfenster, im Treppenbereich Bleiglasfenster, konservatives Satteldach mit Aufschieblingen. | 08986080 |
| Direkt Bild zu diesem Denkmal hochladen | Wohnhaus | Straße der Einheit 238 (Karte)            | 1905, laut Auskunft                                                            | Womöglich ehemaliges Kontorgebäude einer Fabrik, gelber Klinkerbau mit Schweifgiebel und mit einigem Ornament, zwischen Späthistorismus und Jugendstil, baugeschichtliche Bedeutung. Zweigeschossiger Klinkerbau mit Sandstein-Fenstergestaltung, über den Fenstern Kartuschen bzw. Köpfe (Obergeschoss), Welscher Giebel, steiles Mansarddach mit Ausbauten und Schieferdeckung, Fenstersprossung verloren. | 08986081 |
| Direkt Bild zu diesem Denkmal hochladen | Wohnstallhaus eines Zweiseithofes | Straße der Einheit 247 (Karte)            | um 1750                                                                        | Obergeschoss Fachwerk, Konstruktion mit Kopfstreben, Reste von Umgebinde, älteste Phase noch erhaltener ländlicher Fachwerkbauweise, vor allem baugeschichtliche Bedeutung. Erdgeschoss massiv, wohl unterfahren, Obergeschoss-Fenster originale Größe, flaches Obergeschoss verkleidet, Satteldach mit Aufschieblingen, altdeutsche Schieferdeckung, Hofseite Sichtfachwerk, aufgeblattete Kopfstreben, Reste der Blockstube und Umgebinde. | 08986085 |
| Direkt Bild zu diesem Denkmal hochladen | Wohnhaus | Straße der Einheit 263 (Karte)            | vor 1800                                                                       | Obergeschoss Fachwerk verkleidet, baugeschichtliche und ortsentwicklungsgeschichtliche Bedeutung. Erdgeschoss massiv, geglättet, Obergeschoss-Fenster originale Größe, solide Verschieferung, steiles Satteldach, im Obergeschoss Rückseite mit vergrößerten Fenstern. | 08986087 |
| Direkt Bild zu diesem Denkmal hochladen | Ehemaliges Wohnstallhaus (ohne Anbau) eines Bauernhofes | Straße der Einheit 304 (Karte)            | um 1800                                                                        | Obergeschoss Fachwerk verschiefert, landschaftstypisches bäuerliches Gebäude, baugeschichtliche Bedeutung. Erdgeschoss massiv, Natursteinfenstergewände, Wand-Öffnungs-Verhältnis intakt, Frackdach, Fachwerk verputzt. | 08986092 |
| Direkt Bild zu diesem Denkmal hochladen | Straßenbrücke über den Gelenaubach | Uferweg 4 (bei) (Karte)                   | Kern 19. Jahrhundert                                                           | Bruchstein-Bogenbrücke, baugeschichtlich von Bedeutung. Mit neuer Auflage. | 09229234 |
| Direkt Bild zu diesem Denkmal hochladen | Wohnstallhaus eines Dreiseithofes | Uferweg 12 (Karte)                        | um 1850                                                                        | Obergeschoss Fachwerk, recht authentisch erhalten, baugeschichtliche und ortsentwicklungsgeschichtliche Bedeutung. Relikt der Mehrseithof- und damit der Waldhufenstruktur, Erdgeschoss massiv, geglättet, Obergeschoss-Fenster originale Größe, Krüppelwalmdach. | 09229233 |
| Direkt Bild zu diesem Denkmal hochladen | Wohnhaus | Uferweg 22 (Karte)                        | nach 1800                                                                      | Obergeschoss Fachwerk verkleidet, authentisch, zwei markante Dachhechte, baugeschichtliche Bedeutung. Erdgeschoss massiv, Fenstergewände, alte Kreuzstockfenster, Haustürbereich etwas verändert, Giebel verschiefert, Fachwerkkonstruktion intakt, steiles Krüppelwalmdach mit zwei Hechtgaupen. | 09229232 |
| Direkt Bild zu diesem Denkmal hochladen | Mühlengebäude (Nr. 6/10) mit zwei Nebengebäuden (darunter Nr. 4) | Venusberger Straße 4; 6; 10 (Karte)       | 1819                                                                           | Stattliches Mühlengebäude, nach 1838 erste Spinnerei in Gelenau, Fachwerk-Obergeschoss, Mansarddach, besondere baugeschichtliche und ortsgeschichtliche Bedeutung. Hauptgebäude dreigeschossig, die unteren beiden Geschosse massiv, Bruchstein mit Gewänden, darüber Fachwerkgeschoss zweiriegelig, Eckstreben, hier noch intaktes Wand-Öffnungs-Verhältnis, die beiden massiven Geschosse mit Kreuzstockfenstern, profiliertes Türgewände mit Girlanden, Mansarddach mit ursprünglichen Ausbauten, u. a. Hechte, kleines Seitengebäude massiv, mit ehemaligem Stall und Waschhaus, die Mühle wurde 1838 zur Spinnmühle umgebaut. | 08986051 |
| Direkt Bild zu diesem Denkmal hochladen | Wohnstallhaus (mit winkelförmigem Anbau) eines Bauernhofes | Willy-Poller-Straße 2 (Karte)             | vor 1800                                                                       | Obergeschoss Fachwerk, hochgradig ursprünglich, Bruchsteinscheune über Eck angebaut, baugeschichtliche Bedeutung. Erdgeschoss massiv, Fenster- und Türgewände Naturstein (leider poliert), Obergeschoss zweiriegeliges Fachwerk mit Streben, originale Fenstergrößen, neue Sprossenfenster, Satteldach mit Aufschieblingen und altdeutscher Schieferdeckung. | 08986082 |
| Direkt Bild zu diesem Denkmal hochladen | Wohnhaus | Ziegelgasse 3 (Karte)                     | vor 1750                                                                       | Obergeschoss Fachwerk verbrettert, Konstruktion intakt, baugeschichtliche Bedeutung. Erdgeschoss massiv, verändert, Anbau über Eck (19. Jahrhundert), Fenster originale Größe, schöne Verbretterung, steiles Satteldach mit Aufschieblingen, hinten Frackdach. | 08986076 |
|                                         | Empfangsgebäude und daran angebauter Güterschuppen eines ehemaligen Bahnhofs                                                                                         | Zschopauer Straße 6 (Karte)               | 1886 (Empfangsgebäude)                                                         | Empfangsgebäude massiv, Güterschuppen Holzkonstruktion, vor allem verkehrsgeschichtliche Bedeutung. Empfangsgebäude zweigeschossiger massiver Putzbau mit Drempel, vor allem im Obergeschoss verändert, dagegen Güterschuppen von hohem Originalitätsgrad, die Bahnstrecke wurde 1972 stillgelegt | 08986052 |
|                                         | Ehrenhain (Gartendenkmal) mit zwei Kriegerdenkmalen für die Gefallenen des Deutsch-französischen Krieges von 1870/71 sowie für die Gefallenen des Ersten Weltkrieges | Zur Herberge (Karte)                      | 1875 (Kriegerdenkmal Deutsch-Franz. Krieg); 1933 (Kriegerdenkmal 1. Weltkrieg) | ortshistorische Bedeutung, zum Teil künstlerischer Wert 1875 errichtete die Gemeinde Gelenau nahe der Kirche ein Denkmal zu Ehren der im Deutsch-Französischen Krieg gefallenen Soldaten. 1933 entstand im nahen Umfeld des bereits vorhandenen Denkmals ein Ehrenhain in Form einer Gedenkanlage für die Gefallenen des Ersten Weltkriegs. Für die Anlage wurde das nach Norden hin abfallende Gelände in drei Ebenen terrassiert. Die unterste Terrasse wurde von Norden durch eine niedrige zweiläufige Treppe erschlossen und durch eine Stützmauer aus Bruchstein abgefangen. Östlich der Treppe befindet sich ein Rhododendron. Die zweite Ebene ist durch eine Böschung mit der untersten verbunden. Der Übergang von der zweiten zur dritten Ebene wurde durch eine monumentale Betonmauer gestaltet. Auf dieser befinden sich zwei Soldaten-Figuren: eine stehenden und eine liegenden Figur. Auf der Mauer befindet sich folgenden Inschrift: „Ich hatt einen Kameraden“, die auf das Lied „Der gute Kamerad“ von Ludwig Uhland (Text) und Friedrich Siecher (Melodie) Bezug nimmt. Die Mauer wird von zwei kleinen Treppen mit Treppenwangen aus Bruchsteinmauerwerk sowie zwei Rhododendren gerahmt. Hinter dieser, auf der obersten Terrasse, befindet sich eine Mauer aus Bruchstein mit sieben stelenartigen Tafeln, auf denen die Namen der im 1. und 2. Weltkrieg Gefallenen verzeichnet sind. Mehrere Linden akzentuieren die Gestaltung der Anlage. Auf der untersten Eben in der NO-Ecke des Ehrenhains befindet sich das Kriegerdenkmal für die Gefallenen des Deutsch-Französischen Kriegs. Auf dem Obelisk aus Sandstein befindet sich folgende Inschrift: „Ihren im Felde gegen Frankreich 1870-1871 gefallenen Söhnen die dankbare Gemeinde Gelenau“, an den Seiten: „Sedan“ und „St. Privat“. Das Gelände hinter dem Denkmal wird durch eine niedrige Bruchsteinmauer abgefangen. Der Ehrenhain mit dem Kriegerdenkmal für die Gefallenen des Deutsch-Französischen Kriegs sowie dem Kriegerdenkmal für die Gefallenen des Ersten Weltkriegs ist vor allem von ortshistorischer Bedeutung. | 09305729 |
| Direkt Bild zu diesem Denkmal hochladen | Wohnstallhaus eines Dreiseithofes | Zur Herberge 27 (Karte)                   | wohl 18. Jahrhundert                                                           | Obergeschoss Fachwerk, baugeschichtliche und ortsentwicklungsgeschichtliche Bedeutung. Erdgeschoss massiv, Obergeschoss mit originalen Fenstergrößen, steiles Satteldach. | 08986059 |